# Congrès du Globe

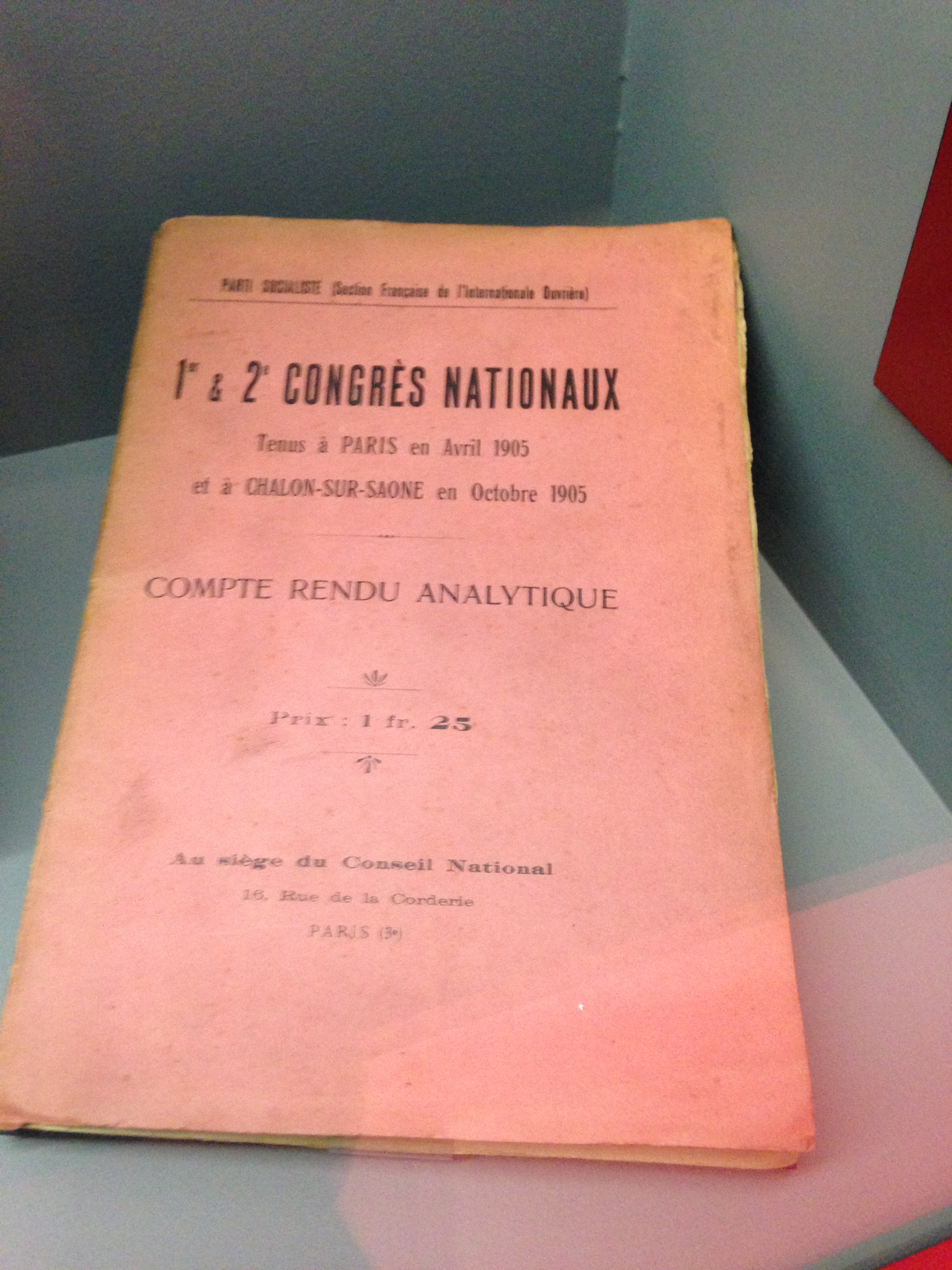
Compte-rendu des congrès SFIO de 1905.

Le congrès du Globe, appelé aussi congrès de l'unité ou premier congrès de Paris, est le congrès de fondation de la Section française de l'Internationale ouvrière (SFIO). Il a eu lieu salle du Globe, boulevard de Strasbourg dans le 10e arrondissement de Paris, du 23 au 25 avril 1905. Il s'agit du premier congrès socialiste.

## Contexte
Lors de ce congrès les divers courants socialistes français existants, le Parti socialiste français (regroupant les « indépendants » proches de Jean Jaurès et les possibilistes), le Parti socialiste de France (regroupant les proches de Jules Guesde, les proches d'Édouard Vaillant et les blanquistes) et les allemanistes (du Parti ouvrier socialiste révolutionnaire) ont fusionné à la suite du congrès d'Amsterdam de l'Internationale ouvrière, tenu en 1904, qui impose l'unification des différents partis socialistes français (notamment du « parti socialiste français » de Jaurès et le « Parti socialiste de France » de Jules Guesde). Il est la suite française de la création de l'Association internationale des travailleurs (première internationale), créée à Londres, le 28 septembre 1864.

### Les différents courants socialistes
Sur les fondements des mouvements coopératifs ouvriers, plusieurs groupements se forment à la fin du XIXe siècle. En 1879, à Marseille, Jules Guesde fonde, lors du congrès ouvrier, la Fédération du parti des travailleurs socialistes de France. Une scission se produit pourtant, en 1881, sous l'impulsion d'Édouard Vaillant, qui fonde le Comité révolutionnaire central, lequel devient le Parti socialiste révolutionnaire, en 1898. Une nouvelle division voit le jour lors du congrès de Saint-Étienne de 1882, avec le départ des membres issus de la pensée proudhonienne, pour fonder la Fédération des travailleurs socialistes, d'une part, et la fondation, à Roanne, du Parti ouvrier français, d'influence marxiste, par les guesdistes, d'autre part.